# بوب أندرسون (مصور)
بوب أندرسون (بالإنجليزية: Bob Anderson)‏ هو مصور أمريكي، ولد في 28 ديسمبر 1947.